# Walk Like an Egyptian
Walk Like an Egyptian ist ein Lied von The Bangles aus dem Jahr 1986, das von Liam Sternberg geschrieben und von David Kahne produziert wurde. Es erschien auf dem Album Different Light.

## Geschichte
Sternberg schrieb den Song, nachdem er einige Arbeiter auf einer Fähre sah, die beim Tragen von Gegenständen versuchten, die Balance zu halten. Dies erinnerte ihn an ein altägyptisches Relief. Ein Verweis auf die Inspiration findet sich auch in der Anfangszeile: „All the old paintings on the tombs / They do the sand dance don’t you know“ (deutsch: „All die alten Bilder auf den Grabmälern / Sie tanzen den Sandtanz, weißt du?“) wieder.
Ursprünglich war der Song für Toni Basil geschrieben worden, doch diese lehnte ab. So gab David Kahne das Lied an The Bangles weiter. Der Gesang ist so aufgeteilt, dass Susanna Hoffs, Vicki Peterson und Michael Steele jeweils eine Strophe singen. Jedoch konnte Kahne Debbi Peterson nur im Backgroundgesang unterbringen, da er ihren Gesang nicht passend fand. Peterson war jedoch sowohl mit ihrer kleinen Rolle nicht zufrieden, als auch mit der Tatsache, dass Kahne das Lied über einen Drumcomputer spielen ließ. Ihrem Selbstverständnis nach waren The Bangles eine Garagen-Pop-Band, die sich ihre Instrumente selbst beigebracht haben. Die kalkulierte Einflussnahme des Produzenten schadete ihrer Ansicht nach der Chemie in der Band.
Die Lead- und Chorgesänge wurden gemeinsam in einem Take, also nicht wie zu dieser Zeit üblich, nacheinander, aufgenommen. Für die Chöre wurden einige Gesangsspuren gedoppelt, um einen kräftigeren Klang zu erzeugen; ansonsten waren keine Overdubs oder Ausbesserungen notwendig. Diese Vorgehensweise übernahmen The Bangles auch für ihre späteren Veröffentlichungen.

## Musikvideo
Im Musikvideo geben die Bangles ein Konzert, dabei sieht man im Hintergrund Menschen und später auch die Freiheitsstatue, die dem Text des Liedes entsprechend „wie ein Ägypter gehen“. 1987 wurde der Videoclip für die MTV Video Music Awards nominiert, verlor aber gegen Sledgehammer von Peter Gabriel.

## Musikstil
Das Lied wurde um einen Drumcomputer-Beat herum aufgebaut. Gitarre und Bass ergänzen das Lied um Rock-Elemente. Der Gesang von Hoffs, Peterson und Steele wechselt sich sowohl in Strophe und Refrain ab und sorgt für Abwechslung im Lied. Perkussion und ein Gong sollen für ein exotisches Feeling sorgen. Im Gegensatz zu ihren früheren Liedern ist die Produktion glatt und geschliffen. Der Text von Walk Like an Egyptian handelt, neben einem humoristischen Text über den ägyptischen Laufstil, abgeleitet von den Hieroglyphen, auch von der Völkerverständigung und ruft die im Kalten Krieg verfeindeten Nationen auf, gemeinsam „wie die Ägypter“ zu tanzen.

## Rezeption
Auch heute noch ist das Lied ein Radio-Standard, der auf den meisten Stationen gespielt wird. Nach den Terroranschlägen am 11. September 2001 wurde es jedoch auf die Empfehlung von Clear Channel Communications hin in vielen amerikanischen Radiosendern eine Zeit lang nicht mehr gespielt.

## Kommerzieller Erfolg

### Chartplatzierungen
Walk Like an Egyptian wurde am 1. September 1986 weltweit veröffentlicht. In den Vereinigten Staaten, Kanada, Australien, Deutschland, den Niederlanden und Belgien wurde es ein Nummer-eins-Hit. Mitte 1990 wurde das Lied nach der Auflösung der Band zusammen mit Remix-Versionen wiederveröffentlicht, es erreichte in Großbritannien aber nur Platz 73. In Deutschland erschien zudem eine populäre Coverversion von den Ärzten mit deutschsprachigem Text als Single und auf deren Best-of-Album Ist das alles?
| ChartsChartplatzierungen       | Höchstplatzierung | Wochen |
| ------------------------------ | ----------------- | ------ |
| Deutschland (GfK)              | 1 (15 Wo.)        | 15     |
| Österreich (Ö3)                | 6 (12 Wo.)        | 12     |
| Schweiz (IFPI)                 | 8 (8 Wo.)         | 8      |
| Vereinigte Staaten (Billboard) | 1 (23 Wo.)        | 23     |
| Vereinigtes Königreich (OCC)   | 3 (20 Wo.)        | 20     |

| ChartsJahrescharts (1987)      | Platzierung |
| ------------------------------ | ----------- |
| Deutschland (GfK)              | 28          |
| Vereinigte Staaten (Billboard) | 1           |

### Auszeichnungen für Musikverkäufe
| Land/Region                  | Auszeichnungen für Musikverkäufe (Land/Region, Auszeichnung, Verkäufe) | Verkäufe |
| ---------------------------- | ---------------------------------------------------------------------- | -------- |
| Kanada (MC)                  | Gold                                                                   | 50.000   |
| Neuseeland (RMNZ)            | Platin                                                                 | 30.000   |
| Niederlande (NVPI)           | Platin                                                                 | 100.000  |
| Vereinigte Staaten (RIAA)    | Gold                                                                   | 500.000  |
| Vereinigtes Königreich (BPI) | Gold                                                                   | 250.000  |
| Insgesamt                    | 3× Gold · 2× Platin ·                                                  | 930.000  |

## Coverversionen
- 1987: Die Ärzte (Geh’n wie ein Ägypter)
- 1995: J.B.O. (Walk with an Erection)
- 2000: Jasmin Wagner (Geh’n wie ein Ägypter)
- 2001: Jive Bunny & the Mastermixers (Ultimate 80s Party)
- 2006: L5 coverte den Song für ihr Best-of-Album
- 2007: The Puppini Sisters
- 2009: In der Folge 420 von Family Guy sang Carter Pewterschmidt das Lied
- 2012: L’uke